# 查显友
查显友（1969年10月—），男，汉族，安徽怀宁人，中共党员，经济学博士，研究员。中华人民共和国政治人物。

## 生平
2019年2月，出任中共西安电子科技大学党委书记。2024年5月出任中华人民共和国国家民族事务委员会专职委员，中央民族大学党委书记，成为副部级干部。